# Oakamoor
Oakamoor is een civil parish in het bestuurlijke gebied Staffordshire Moorlands, in het Engelse graafschap Staffordshire met 593 inwoners.